# Мигачёв, Геннадий Станиславович
Генна́дий Станисла́вович Мигачёв (известен также под псевдонимом Жан Д’Алевье, Жан де Алевье; 26 апреля 1972, Казань — 12 мая 1992, Казань) — советский бард и писатель. За свою недолгую жизнь (20 лет) он написал около 600 стихотворений и песен, историко-фантастический роман, рассказы, повести, сказки и философские тетради.

## Жизнь и деятельность
Родился Геннадий Мигачёв 26 апреля 1972 года в Казани.
Мать — Щеглова Елена Геннадиевна — генетик и микробиолог по образованию. Кандидат биологических наук.
Отец — Мигачёв Станислав Александрович — мастер спорта и тренер по подводному ориентированию, кандидат физических наук, старший научный сотрудник лаборатории магнитной акустики Казанского физико-технического института им. Е. К. Завойского Российской академии наук.
Геннадий с детства занимался подводным ориентированием и в 14 лет выполнил норму кандидата в мастера спорта. Писать стихи начал рано. Среди тех, кому Геннадий посвящал свои песни, были Виктор Цой, Владимир Высоцкий. Затем, его стали интересовать вопросы морали, философии, появился цикл стихов о людях покинувщих Родину, о первой и единственной любви — Юлии.

С 14 лет он выступал на концертах в школе, клубах и ВУЗах. 

 В 1984 написана Бард-опера «Гул».

 В 1985—1986 — написан первый роман «Жан Д’Алевье».

 В 1990 году — написан роман «Сгинувшая лига 14 века».

 В 1989 году он принимает участие в IV фестивале самодеятельной песни в набережных Челнах с песнями «Янтарь» и «Король Степи» и занимает там первое место за авторскую песню.

 13 мая 1992 должны были состояться съемки на телевидении, он работал над репертуаром и создал свой ансамбль. В сентябре его с друзьями пригласили на прослушивание к Бари Алибасову, но 12 мая 1992 года — погиб в автокатастрофе. Похоронен на Арском кладбище.

Геннадий Мигачёв оставил после себя два полноценных тома сочинений.
Посмертно были изданы сборники (общим тиражом 40000 экз.):
- «Меня никогда не было»
- «Сгинувшая лига XIV века»

Их рецензентами выступили: члены Союза писателей республики Татарстан Рафаэль Мустафин, Диас Валеев, Роза Кожевникова.

 В школе № 120 г. Казань, где учился «поющий поэт» создан музей имени Геннадия Мигачёва, в котором желающие могут узнать о его жизни и творчестве.
В № 1 и 2 за 2000 г. журнала «Актуальное национально-культурное обозрение» («АНКО»), в рубрике «Как вспышка молнии», были помещены подборки материалов, посвящённых жизни и творчеству Геннадия Мигачёва, в том числе короткие воспоминания его близких друзей Юлии Клыковой и Алексея Павлова.
В 2005 году 1000-летию Казани, спустя 13 лет после смерти поэта, была опубликована статья в культурно-просветительской газете «Казанские истории» — «Поющий поэт Геннадий Мигачёв».

## Награды
1989 1 место в IV фестивале самодеятельной песни в Набережных Челнах.
Авторские песни: «Король степи», «Янтарь»

## Современники о Геннадии Мигачеве
В 1994 году член союза писателей республики Татарстан, главный редактор журнала «Татарстан» Мустафин, Рафаэль Ахметович в предисловии книги Г. С. Мигачёва «Сгинувшая лига XIV века» писал, что:

Г. С. Мигачёв молодой, безвременно ушедший из жизни поэт и бард, уже приобрел имя в Республике и за её пределами после выхода книги «Меня никогда не было». Трудно назвать такой орган печати, в котором не печатались бы благожелательные отзывы о ней. Вот почему у меня нет никакого сомнения в необходимости издания новой книги.
Представленная рукопись не только подтверждает прежнее, уже прочно сложившееся мнение о Мигачёве Г. С., как о человеке необычайно талантливом, высокоодаренном, но и открывает новые грани его таланта. Мы видим его и как очень поэтичного, романтичного прозаика, и как сказочника, и как автора философских эссе, и просто как человека думающего о жизни, о себе и о людях в своих дневниковых записях. […]
Книга Г. С. Мигчева, без всякого сомнения, внесет вклад в духовную жизнь республики и «страны поэзии» в целом.

## Произведения
Произведения, опубликованные посмертно:
Стихотворения и песни

Мигачев Г. С. написал около 600 стихотворений. В Книге «Меня никогда не было» они делятся на рубрики:
- Меня никогда не было
- Экипажу отеля «Ночной»
- На том берегу
- Я говорю с тобой
- Прозрачная ностальгия
- Высшие болезни
- Песни над рекой
- Лорд Пустота
- Милый граф, планета больна…
- Пергамент
- Кисть
- Баллады
- Память
- Расея
- Страна Пересечений
- Зеркало вселенной
- С фестиваля КСП
- Мы одной крови
- Среди друзей

Рассказы
- 1992 — Месье Зодиак
- 1992 — Дети Сатаны
- 1992 — Принц северных гор
- 1992 — Судьба Тореро

Сказка
- 1992 — Между снегом и ветром

Остальные произведения
- 1984 — Бард-опера «Гул».

История о том, как в 3028 году д.н. э. главный герой был создан Гулом, но сумел войти в противостояние с этой силой, так как понял порочную сущность своего создателя.
Гул — в понимании автора, это разрежённое пространство, которое образуется на стыке между Добром (Богом) и Злом (Дьяволом)
- 1990 — Роман «Сгинувшая лига XIV века» относится к историко-фантастическому жанру.

Главный герой романа Жан Д’Алевье, который, являясь защитником веры, участвовал в событиях при осаде Вергиля.
В романе идет смешение как реальных, так и вымышленных, фантастических образов. По мнению автора, в мире, который никогда не будет совершенен, происходит постоянная борьба Добра и Зла. В его видении, защита добра при помощи силы, это «Зло во имя добра». Отсюда частые упоминания имени Сатаны в его творчестве.
В разговоре с С.Ковальской Гена объявил себя братом Сатаны, пояснив, что «Сатана борется с пустотой, бездуховностью», ему нравится быть «бунтарем, бесстрашным и свободным». Здесь чувствуется влияние М.Булгакова, которого Мигачев очень любил.
- 1992 — «Философские тетради»

Главный герой этого произведения — Зигрфрид

Неопубликованные произведения:
Рассказ
- 1985 — История индейских долин или моя жизнь в Северной Америке

Роман
- 1985 — Жан Д’Алевье